# Jean-Paul Heider
Jean-Paul Gilbert Heider (* 13. Februar 1939 in Straßburg) ist ein französischer Manager und Politiker (RPR).
Heider war von 1986 bis 2010 Vizepräsident des Regionalrats des Elsass. Heider war ebenfalls vom 10. Juni 1993 bis 18. Juli 1994 Mitglied des Europäischen Parlaments. Derzeit (Stand 18. Dezember 2023) ist er ein kooptiertes Mitglied des Beirats des Flughafen Basel-Mülhausen.